# Liste des groupes Shimano
 (mai 2025).
La mise en forme du texte ne suit pas les recommandations de Wikipédia : il faut le « wikifier ».
Les points d'amélioration suivants sont les cas les plus fréquents. Le détail des points à revoir est peut-être précisé sur la page de discussion.
- Les titres sont pré-formatés par le logiciel. Ils ne sont ni en capitales, ni en gras.
- Le texte ne doit pas être écrit en capitales (les noms de famille non plus), ni en gras, ni en italique, ni en « petit »…
- Le gras n'est utilisé que pour surligner le titre de l'article dans l'introduction, une seule fois.
- L'italique est rarement utilisé : mots en langue étrangère, titres d'œuvres, noms de bateaux, etc.
- Les citations ne sont pas en italique mais en corps de texte normal. Elles sont entourées par des guillemets français : « et ».
- Les listes à puces sont à éviter, des paragraphes rédigés étant largement préférés. Les tableaux sont à réserver à la présentation de données structurées (résultats, etc.).
- Les appels de note de bas de page (petits chiffres en exposant, introduits par l'outil «  Source ») sont à placer entre la fin de phrase et le point final[comme ça].
- Les liens internes (vers d'autres articles de Wikipédia) sont à choisir avec parcimonie. Créez des liens vers des articles approfondissant le sujet. Les termes génériques sans rapport avec le sujet sont à éviter, ainsi que les répétitions de liens vers un même terme.
- Les liens externes sont à placer uniquement dans une section « Liens externes », à la fin de l'article. Ces liens sont à choisir avec parcimonie suivant les règles définies. Si un lien sert de source à l'article, son insertion dans le texte est à faire par les notes de bas de page.
- La présentation des références doit suivre les conventions bibliographiques. Il est recommandé d'utiliser les modèles {{Ouvrage}}, {{Chapitre}}, {{Article}}, {{Lien web}} et/ou {{Bibliographie}}. Le mode d'édition visuel peut mettre en forme automatiquement les références.
- Insérer une infobox (cadre d'informations à droite) n'est pas obligatoire pour parachever la mise en page.

Pour une aide détaillée, merci de consulter Aide:Wikification.
Si vous pensez que ces points ont été résolus, vous pouvez retirer ce bandeau et améliorer la mise en forme d'un autre article.
 (mai 2025).
Les composants Shimano sont organisés en "groupes" regroupant tous les éléments de transmission (dérailleurs, chaine, pédalier), de freins et de leviers et manettes. Il y a aujourd'hui trois familles de groupe : les  vélos de route et les VTT (Mountain bike), et les gravel (GRX)
sur tous les composants, on retrouve une référence composée en général de 2 lettres suivie de la référence du groupe ex: RD-6200 RD signifie dérailleur arrière (Rear Derailleur), et 6200 le numéro du groupe.

## Groupes routes

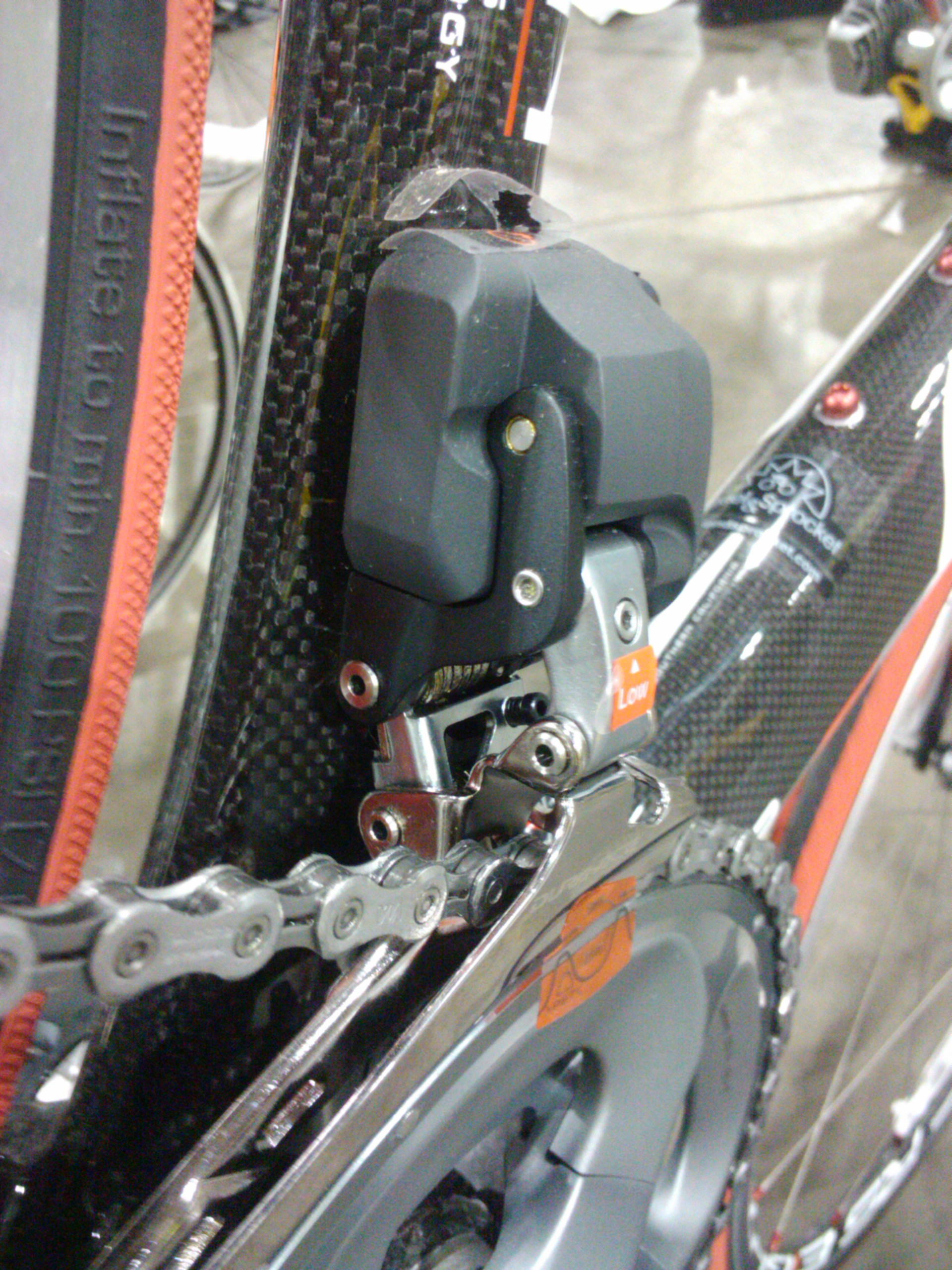
Dérailleur avant électronique Di2

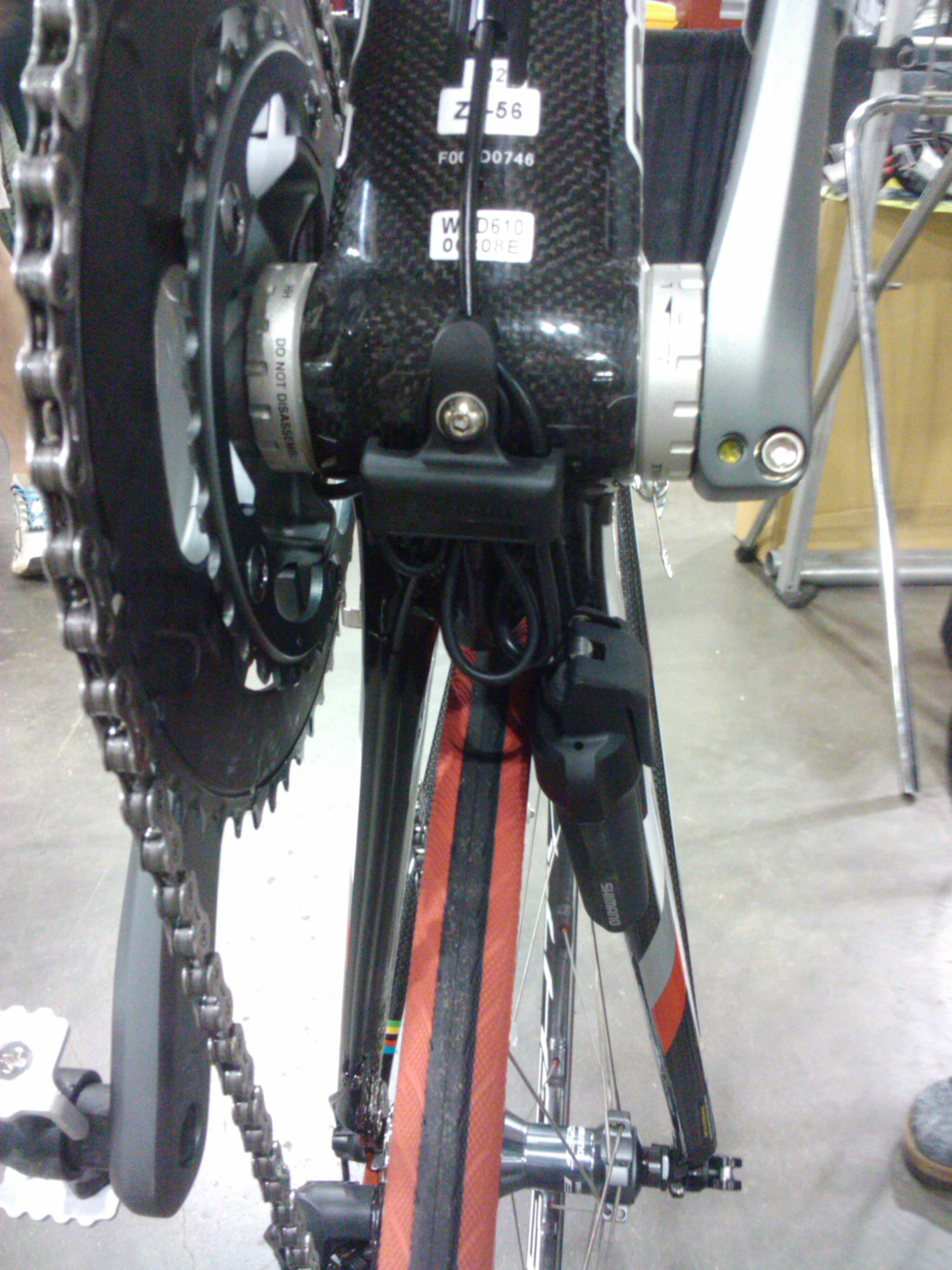
Unité de commande de changement de vitesse électronique Di2 et bloc-batterie montés au bas du boîtier de pédalier et de la base gauche. Des cuvettes de roulement externes Hollowtech II sont également visibles, entre les manivelles et la coque du boîtier de pédalier.

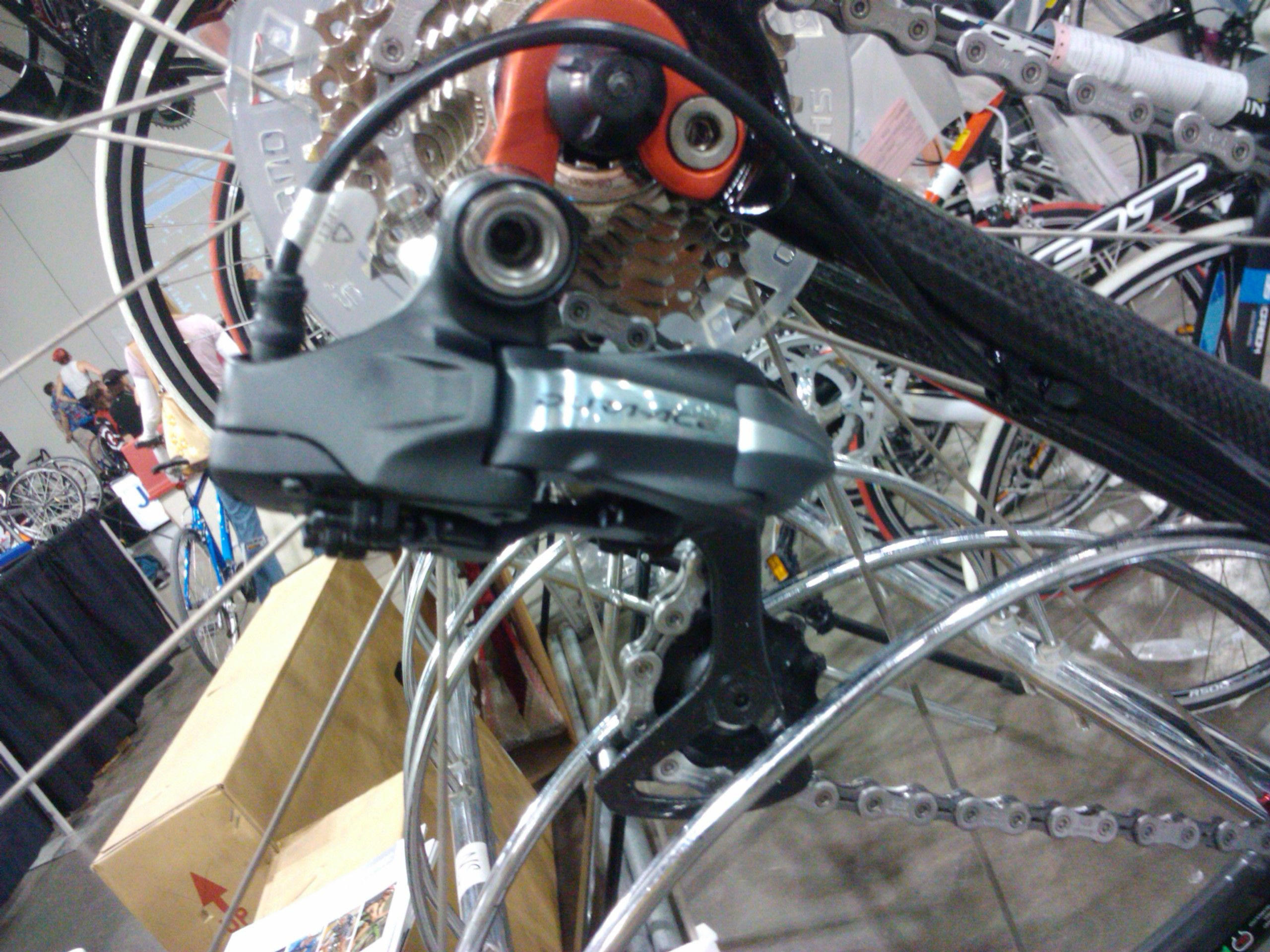
Dérailleur arrière électronique Di2

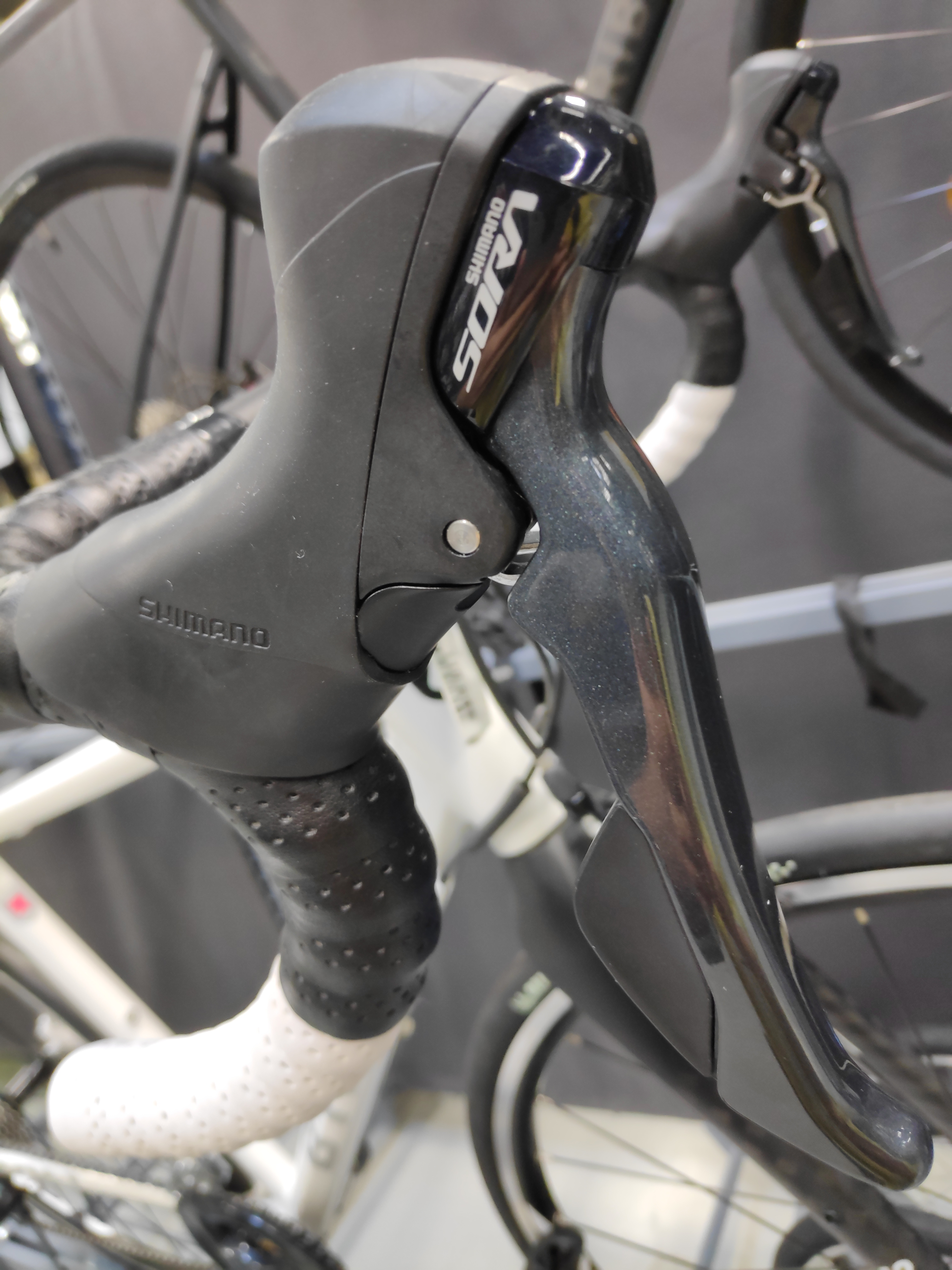
Levier de vitesses Shimano Sora (R3000)

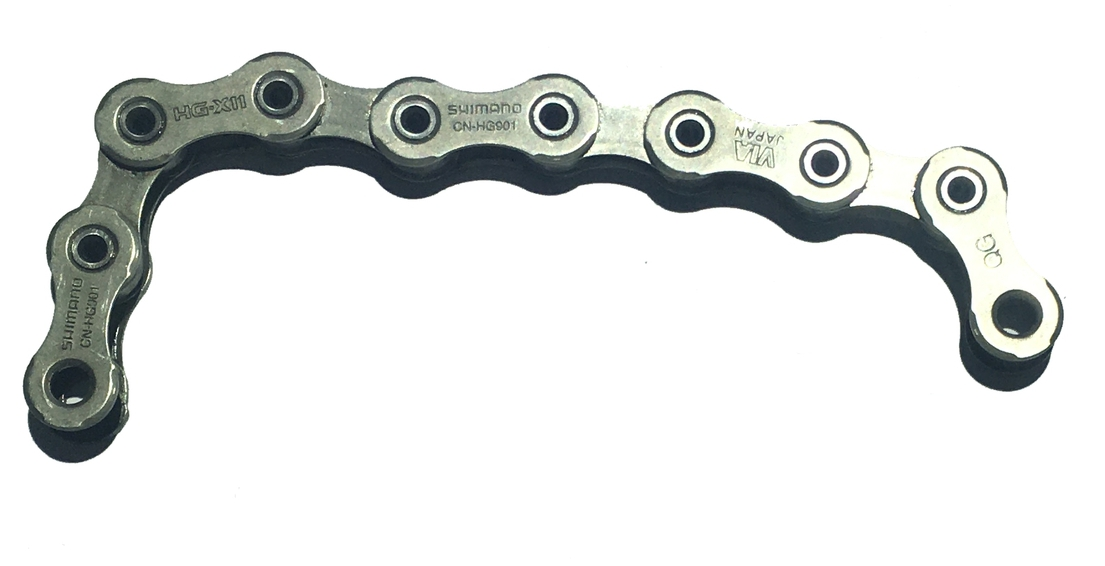
Segment de chaîne Shimano Dura-Ace (asymétrique)

Liste des groupes de vélos de route par ordre décroissant de niveaux :
- Dura-Ace
- Ultegra
- 105
- CUES (nouvelle norme qui remplace Tiagra, Sora et Claris)
- Tiagra (en cours de suppression avec CUES)
- Sora (en cours de suppression avec CUES)
- Claris (en cours de suppression avec CUES)

| Groupset | Dura-Ace | Ultegra | 105                                                           | Tiagra                                    | Sora                                         | Claris                                       |
| -------- | --- | --- | ------------------------------------------------------------- | ----------------------------------------- | -------------------------------------------- | -------------------------------------------- |
| 1973     | Introduction de 'Dura-Ace' (dérailleur arrière 'Crane') pas de numéro de série                                                       | |                                                               |                                           |                                              |                                              |
| 1974     | | Shimano-600 |                                                               |                                           |                                              |                                              |
| 1975     | | |                                                               |                                           |                                              |                                              |
| 1976     | Dura-Ace 10 track (renommé en 7000)                                                                                                  | |                                                               |                                           |                                              |                                              |
| 1977     | | |                                                               |                                           |                                              |                                              |
| 1978     | Dura-Ace EX (suppression du nom 'Crane' RD) renommé plus tard en 7200                                                                | 600 EX ('Arabesque') renommé plus tard en 6200                                                                                      |                                                               |                                           |                                              |                                              |
| 1979     | | |                                                               |                                           |                                              |                                              |
| 1980     | Dura-Ace AX (7300) - 'aerodynamic' et EX                                                                                             | |                                                               |                                           |                                              |                                              |
| 1981     | | 600 AX (6300) |                                                               |                                           |                                              |                                              |
| 1982     | | |                                                               |                                           |                                              |                                              |
| 1983     | | 600 EX (6207) | 105 'Golden Arrow' ou flèche d'or                             |                                           |                                              |                                              |
| 1984     | 7400 : 6-vitesses et SIS (Shimano Index Shifting)                                                                                    | |                                                               |                                           |                                              |                                              |
| 1985     | 7600 : track | |                                                               |                                           |                                              |                                              |
| 1986     | | 600 EX (6208) : 6-vitesses SIS |                                                               |                                           |                                              |                                              |
| 1987     | 7401 : 7-vitesses | | 1050 : 6 vitesses                                             |                                           |                                              |                                              |
| 1988     | 7402 : 8-vitesses | 600 Ultegra 'Tricolor' (6400) : 7-vitesses SIS                                                                                      |                                                               |                                           |                                              |                                              |
| 1989     | | | mise à jour pour 7 vitesses (RD-1051, SL-1051)                |                                           |                                              |                                              |
| 1990     | 7403 : Leviers STI (freins+ vitesses) (Shimano Total Integration)                                                                    | | 1055: renommé en 105SC 7-vitesses                             |                                           |                                              |                                              |
| 1991     | | |                                                               |                                           |                                              |                                              |
| 1992     | | 600 Ultegra (6402) : 8-vitesses SIS et leviers STI                                                                                  |                                                               |                                           |                                              |                                              |
| 1993     | pédalier FC-7410 'low profile' Dérailleur avant FD-7410                                                                              | | 105SC : 8-vitesses                                            |                                           |                                              |                                              |
| 1994     | | |                                                               |                                           |                                              |                                              |
| 1995     | | |                                                               |                                           |                                              |                                              |
| 1996     | 7700 : 9-vitesses | |                                                               |                                           |                                              |                                              |
| 1997     | | 6500 : abandon du 600 pour devenir simplement Ultegra : 9-vitesses                                                                  |                                                               |                                           |                                              |                                              |
| 1998     | 25th Anniversary Groupset | |                                                               |                                           |                                              |                                              |
| 1999     | | | 5500 : 9-vitesses                                             |                                           |                                              |                                              |
| 2000     | | |                                                               |                                           |                                              |                                              |
| 2001     | | |                                                               | 4400 : 9-vitesses                         |                                              |                                              |
| 2002     | | |                                                               |                                           | 3300 : 8-vitesses                            |                                              |
| 2003     | 7800 : 10-vitesses | |                                                               |                                           |                                              | 2200                                         |
| 2004     | | |                                                               |                                           |                                              |                                              |
| 2005     | | 6600 : 10-vitesses |                                                               |                                           |                                              |                                              |
| 2006     | | | 5600 : 10-vitesses                                            | 4500 : 9-vitesses                         |                                              |                                              |
| 2007     | | |                                                               |                                           |                                              |                                              |
| 2008     | 7900 : 10-vitesses | |                                                               |                                           | 3400 : 9-vitesses                            |                                              |
| 2009     | 7970 : 10-vitesses Di2 | 6700 : 10-vitesses |                                                               |                                           |                                              | 2300 : 8-speed                               |
| 2010     | | | 5700 : 10-vitesses                                            |                                           |                                              |                                              |
| 2011     | | 6770 : 10-vitesses Di2 |                                                               | 4600 : 10-vitesses                        |                                              |                                              |
| 2012     | 9000 : 11-vitesses 9070 : 11-vitesses Di2                                                                                            | |                                                               |                                           | 3500 : 9-vitesses en STI                     |                                              |
| 2013     | | 6800 : 11-vitesses |                                                               |                                           |                                              | 2400 : 8-speed                               |
| 2014     | | 6870 : 11-vitesses Di2 | 5800 : 11-vitesses,                                           |                                           |                                              |                                              |
| 2015     | | |                                                               | 4700 : 10-vitesses                        |                                              |                                              |
| 2016     | R9100 : 11-vitesses R9120 : 11-vitesses, avec freins à disques R9150 : 11-vitesses Di2 R9170 : 11-vitesses Di2, avec freins à disque | |                                                               |                                           | R3000 : 9-vitesses passage de cables interne |                                              |
| 2017     | | R8000 : 11-vitesses R8020 : 11-vitesses, avec freins à disque R8050 : 11-vitesses Di2 R8070 : 11-vitesses Di2, avec freins à disque |                                                               |                                           |                                              | R2000 : 8-vitesses passage de cables interne |
| 2018     | | | R7000 : 11-vitesses R7020 : 11-vitesses, avec freins à disque |                                           |                                              |                                              |
| 2019     | | |                                                               | 4720 : 10-vitesses , avec freins à disque |                                              |                                              |
| 2020     | | |                                                               |                                           |                                              |                                              |
| 2021     | R9250: 12-vitesses Di2 R9270: 12-vitesses Di2, avec freins à disque                                                                  | R8150: 12-vitesses Di2 R8170: 12-vitesses Di2, avec freins à disque                                                                 |                                                               |                                           |                                              |                                              |
| 2022     | | | R7150: 12-vitesses Di2, freins à disque                       |                                           |                                              |                                              |
| 2023     | | | R7100: 12-speed, freins disque                                |                                           |                                              |                                              |

## Groupes VTT
Le premier groupe VTT de Shimano était le Deore XT en 1983. Il était basé sur un dérailleur Deore de 1981 conçu pour la longue distance.
Liste des groupes de VTT par ordre décroissant de niveaux :
- Saint (gravity)
- XTR
- Deore XT
- SLX
- Deore
- CUES (nouvelle norme qui remplace Alivio, Acera, Altus et certaines parties de Deore)
- Alivio (en cours de suppression avec CUES)
- Acera (en cours de suppression avec CUES)
- Altus (en cours de suppression avec CUES)
- Essa

Les groupes de VTT comprennent :
| groupset | XTR | Saint              | Deore XT                                  | SLX                                      | Cues                                                    | Deore                                           | Alivio                         | Acera                       | Altus                                 | Essa           |
| -------- | --- | ------------------ | ----------------------------------------- | ---------------------------------------- | ------------------------------------------------------- | ----------------------------------------------- | ------------------------------ | --------------------------- | ------------------------------------- | -------------- |
| 1983     | |                    | M700: 6-vitesses                          |                                          |                                                         |                                                 |                                |                             |                                       |                |
| 1984     | |                    |                                           |                                          |                                                         |                                                 |                                |                             |                                       |                |
| 1985     | |                    |                                           |                                          |                                                         |                                                 |                                |                             |                                       |                |
| 1986     | |                    |                                           |                                          |                                                         |                                                 |                                |                             |                                       |                |
| 1987     | |                    | M730: 6-vitesses indexées                 |                                          |                                                         | MT60: 6-speed                                   |                                |                             |                                       |                |
| 1988     | |                    |                                           |                                          |                                                         |                                                 |                                |                             |                                       |                |
| 1989     | |                    | M732: 7-vitesses                          | MT62: 7 vitesses (Deore II)              |                                                         | M500: 7-speed (Mountain LX)                     | M450: 6-speed (Exage Mountain) | M350: 6-speed (Exage Trail) | M250: 6-speed (Exage Country)         |                |
| 1990     | |                    | M735: 7-vitesses Rapidfire                | M650/550: 7-vitesses (Deore DX/Deore LX) |                                                         | 500LX: 7-speed (Exage)                          | 400LX: 7-speed (Exage)         | 300LX: 7-speed (Exage)      | 200GS: 7-speed                        |                |
| 1991     | |                    |                                           |                                          |                                                         |                                                 |                                |                             |                                       |                |
| 1992     | M900: 8-vitesses rapidfire+                                                                                                   |                    |                                           |                                          |                                                         |                                                 |                                |                             |                                       |                |
| 1993     | |                    |                                           | M560 : 7-vitesses (Deore LX)             |                                                         | M520 : 7-speed (Exage ES)                       | (discontinued)                 | M320 : 7-speed (Exage LT)   | A10, A20, C10 : 7-speed C20 : 6-speed |                |
| 1994     | |                    | M737: 8-vitesses                          |                                          |                                                         | MC30/31 : 7-speed (STX/STX-SE)                  | MC10/MC11 : 7-speed (Alivio)   | (discontinued)              | C50 : 6-speed                         |                |
| 1995     | M910: 8-vitesses |                    |                                           | M565 : 8-vitesses (Deore LX)             |                                                         | MC32/MC33 : 7-speed (STX/STX-RC)                | MC12 : 7-speed                 | M290 : 7-speed (Acera-X)    | C90 : 7-speed                         |                |
| 1996     | M950: 8-vitesses |                    | M739: 8-vitesses                          | M567 : 8-vitesses (Deore LX)             |                                                         | MC34/MC36 : 7-speed (STX/STX-RC)                | MC14 : 7-speed                 |                             |                                       |                |
| 1997     | |                    |                                           | M569 : 8-vitesses (Deore LX)             |                                                         | MC37/MC38 : 7/8-speed (STX/STX-RC)              | MC16 : 7-speed                 |                             | CT92 : 7-speed                        |                |
| 1998     | M951: 8-vitesses |                    |                                           |                                          |                                                         |                                                 |                                | M291 : 7-speed (Acera X)    |                                       |                |
| 1999     | M952 : 9-vitesses |                    | M750 : 9-vitesses                         | M570 : 9-vitesses (Deore LX)             |                                                         |                                                 | MC18 : 8-speed                 | M330 : 8-speed              |                                       |                |
| 2000     | |                    |                                           |                                          |                                                         | M510 : 9-speed (Deore)                          | MC20 : 8-speed                 |                             |                                       |                |
| 2001     | |                    |                                           |                                          |                                                         |                                                 |                                |                             |                                       |                |
| 2002     | |                    |                                           |                                          |                                                         |                                                 |                                | M340 : 8-speed              | CT95 : 8-speed                        |                |
| 2003     | M960 : 9-vitesses | M800 : 9-vitesses  | M760 : 9-vitesses                         |                                          |                                                         |                                                 |                                |                             |                                       |                |
| 2004     | |                    |                                           | M580 : 9-vitesses (Deore LX)             |                                                         |                                                 |                                |                             |                                       |                |
| 2005     | |                    |                                           |                                          |                                                         | M530 : 9-speed                                  | M410 : 8-speed                 |                             |                                       |                |
| 2006     | M970 : 9-vitesses | M801 : 9-vitesses  |                                           |                                          |                                                         |                                                 |                                |                             |                                       |                |
| 2007     | |                    | M770 : 9-vitesses                         |                                          |                                                         |                                                 |                                |                             | M310 : 8-speed                        |                |
| 2008     | | M810 : 9-vitesses  |                                           | M660/T660 : 9-vitesses (SLX/Deore LX)    |                                                         |                                                 |                                | M360 : 8-speed              |                                       |                |
| 2009     | |                    |                                           |                                          |                                                         | M590 : 9-speed                                  |                                |                             |                                       |                |
| 2010     | M980 : 10-vitesses |                    | M773 : 10-vitesses                        | M663 : 10-vitesses                       |                                                         |                                                 | M430 : 9-speed                 |                             |                                       |                |
| 2011     | M985 : 10-vitesses |                    | M780/T780 : 10-vitesses                   |                                          |                                                         | M593 : 10-speed                                 |                                | M390 : 9-speed              |                                       |                |
| 2012     | M986 : 10-vitesses | M820 : 10-vitesses | M781/786 : 10-vitesses                    | M670/T670 : 10-vitesses (SLX/Deore LX)   |                                                         |                                                 |                                |                             |                                       |                |
| 2013     | |                    |                                           |                                          |                                                         | M610/T610: 10-speed                             |                                |                             | M370: 9-speed                         |                |
| 2014     | M9000: 11-vitesses M9050: 11-vitesses Di2                                                                                     |                    |                                           |                                          |                                                         |                                                 | M4000/T4000: 9-speed           |                             |                                       |                |
| 2015     | |                    | M8000: 11-vitesses                        |                                          |                                                         |                                                 |                                | M3000/T3000: 9-speed        |                                       |                |
| 2016     | |                    | T8000: 10-vitesses M8050: 11-vitesses Di2 | M7000: 11-vitesses                       |                                                         |                                                 |                                |                             |                                       |                |
| 2017     | |                    |                                           |                                          |                                                         | M6000/T6000: 10-speed                           |                                |                             | M2000: 9-speed                        |                |
| 2018     | M9100 : 12-vitesses nouveau corps de roue libre microspline                                                                   |                    |                                           |                                          |                                                         |                                                 |                                |                             |                                       |                |
| 2019     | |                    | M8100: 12-vitesses                        | M7100: 12-vitesses                       |                                                         |                                                 |                                |                             |                                       |                |
| 2020     | |                    |                                           |                                          |                                                         | M6100: 12-speed M5100: 11-speed M4100: 10-speed | M3100: 9-speed                 |                             |                                       |                |
| 2021     | |                    |                                           |                                          |                                                         |                                                 |                                |                             |                                       |                |
| 2022     | |                    |                                           |                                          |                                                         |                                                 |                                |                             |                                       |                |
| 2023     | |                    | M8150: 12-vitesses Di2 pour eMTB          |                                          | U4000: 9-vitesses U6000: 10-vitesses U8000: 11-vitesses |                                                 |                                |                             |                                       |                |
| 2024     | |                    |                                           |                                          |                                                         |                                                 |                                |                             |                                       | U2000: 8-speed |
| 2025     | M9200: 12 vitesses Di2 1ère transmission sans fil de Shimano M9250: idem M9200, mais pour pratiques plus engagées (enduro/DH) |                    |                                           |                                          |                                                         |                                                 |                                |                             |                                       |                |

## Autres groupes
Les autres groupes actuels et précédents comprennent :
- Capreo [F700] – Groupe conçu pour les vélos à petites roues tels que les foldables et doté d'une cassette avec un pignon à 9 dents.
- DXR [MX70] – Composant de course BMX haute performance.
- GRX [RX800/RX600/RX400] - Groupes spécifiques au cyclisme Gravel destinés à être compatibles avec les groupes de route et les cassettes de montagne[17].
- Nexave [C810] – Plusieurs sous-groupes sont conçus pour les vélos de confort et de trajet quotidien, dont certains sont dotés de moyeux à vitesses internes et de freins à rouleaux.
- Tourney - Groupe bas de gamme, un mélange de composants bon marché comprenant 6, 7 et 8 vitesses.
- Zee [M640] - Version moins chère de Saint, niveau de performance SLX.

Les groupes qui ne sont plus proposés incluent :
- 70GS et 100GS - groupes économiques de 1990 à 1992
- Exage Action, Exage Sport, Exage Motion - 1988 (Shimano A450)[18]
- Hone (M600 : 9 vitesses) – abandonné en 2008
- Metrea [U5000] – Groupe conçu pour la conduite urbaine, promettant des performances fiables avec un design épuré et simpliste. Lancé en 2015 et abandonné en 2020.
- RSX -1995 (Shimano A410) Positionné en dessous du RX100. Remplacé par Sora[19].
- RX100 - 1990 (Shimano A550) Comparable au Tiagra[20]
- Santé - 1987 (Shimano 5000 :7 vitesses) Positionné entre Dura Ace et Ultegra 600. Caractérisé par une peinture blanche[21].